# Ludwig Andreas Feuerbach
Ludwig Andreas Feuerbach (Landshut, Alemanya, 28 de juliol de 1804 - Rechenberg, Alemanya, 13 de setembre de 1872) va ser un filòsof alemany, antropòleg, biòleg i crític de la religió. És considerat el pare intel·lectual de l'humanisme ateu contemporani, també denominat ateisme antropològic. Interpreta que la idea de la immortalitat és una creació humana i constitueix la llavor de l'antropologia de la religió.

## Biografia
Ludwig Andreas Feuerbach va néixer a Landshut, Baviera, el 1804, va ser el tercer fill del jurista Paul Johann Anselm Ritter von Feuerbach, germà del matemàtic Karl Wilhelm Feuerbach i oncle del pintor Anselm Feuerbach. Els altres germans de Feuerbach eren gairebé tots distingits en ciències:
- Joseph Anselm Feuerbach (1798–1851), arqueologia i filologia; el seu fill va ser el pintor Anselm Feuerbach (1829–1880)

- Eduard August Feuerbach (1803–1843), jurisprudència

- Friedrich Heinrich Feuerbach (1806–1880), filologia i filosofia

També va tenir tres germanes: Rebekka Magdalena Helene Feuerbach von Dobeneck (1808–1891); Leonore Feuerbach (1809–1885); i Elise Feuerbach (1813–1883).

### Educació
Feuerbach es va matricular a la Universitat de Heidelberg el 1823 amb la intenció de seguir una carrera a l'església luterana. Gràcies a la influència de Karl Daub, es va interessar per la filosofia predominant de Hegel i, malgrat l'oposició del seu pare, es va matricular a la Universitat de Berlín el 1824 per estudiar amb el mateix mestre. Després de dos anys, la influència hegeliana va començar a disminuir. Feuerbach es va associar amb un grup conegut com els Joves Hegelians, alternativament conegut com els Hegelians d'Esquerra, que van sintetitzar una branca radical de la filosofia hegeliana, interpretant la marxa dialèctica de l'esperit de Hegel a través de la història com a significat que la cultura i les formes institucionals occidentals existents —i, en particular, el cristianisme: seria substituït. «Teologia», va escriure a un amic, «No puc dedicar-me a estudiar més. Tinc ganes de portar la natura al meu cor, aquella naturalesa davant la profunditat de la qual el teòleg dèbil de cor s'encongeix; i amb la naturalesa l'home, l'home en tota la seva qualitat». Aquestes paraules són clau per al desenvolupament de Feuerbach. Va completar la seva educació a la Universitat d'Erlangen-Nuremberg (es va matricular allà el 1827) amb l'estudi de les ciències naturals. Va obtenir el seu doctorat a Erlangen el 25 de juliol de 1828 amb la seva tesi De infinitate, unitate, atque, communitate, rationis ('Sobre la infinitud, la unitat i la universalitat de la raó'), mentre que s'hi va habilitar el novembre de 1828 amb la seva tesi De ratione una, universali, infinita (La raó única, universal i infinita).

### Primers escrits
El seu primer llibre, publicat de manera anònima, Gedanken über Tod unsterblichkeit (1830), conté un atac a la immortalitat personal i una defensa de la immortalitat spinozista de la reabsorció a la natura. Aquests principis, combinats amb la seva manera vergonyosa de parlar en públic, el van impedir el progrés acadèmic. Després d'uns anys de lluita, durant els quals va publicar la seva Geschichte der neueren Philosophie (2 vols., 1833–1837, 2a ed. 1844), i Abelard und Heloise (1834, 3a ed. 1877), es va casar el 1837 i va viure un existència rural a Bruckberg, prop de Nuremberg, amb el suport de la part de la seva dona en una petita fàbrica de porcellana.
En dues obres d'aquest període, Pierre Bayle (1838) i Philosophie und Christentum (1839), que tracten en gran part de la teologia, va sostenir que havia demostrat «que el cristianisme ha desaparegut de fet durant molt de temps no només de la raó sinó de la vida de humanitat, que no és més que una idea fixa».

### Das Wesen des Christentums('L'essència del cristianisme')
El tema de Feuerbach era una derivació de la teologia especulativa de Hegel en què la Creació continua sent una part del Creador, mentre que el Creador continua sent més gran que la Creació. Quan l'estudiant Feuerbach va presentar la seva pròpia teoria al professor Hegel, Hegel es va negar a respondre-hi positivament.

A la part I del seu llibre Feuerbach desenvolupa el que ell anomena l'essència veritable o antropològica de la religió. Tractant Déu en els seus diferents aspectes com a ésser de l'enteniment, com a ésser moral o llei, com a amor, etc., Feuerbach parla de com la humanitat és igualment un ésser conscient, més que Déu perquè els humans han posat a Déu la capacitat d'enteniment. Els humans contemplen moltes coses i, en fer-ho, es familiaritzen amb ells mateixos. Feuerbach mostra que en tots els aspectes Déu correspon a alguna característica o necessitat de la naturalesa humana. Com ell afirma:
| « | En la consciència de l'infinit, el subjecte conscient té per objecte la infinitat de la seva pròpia naturalesa. | » |

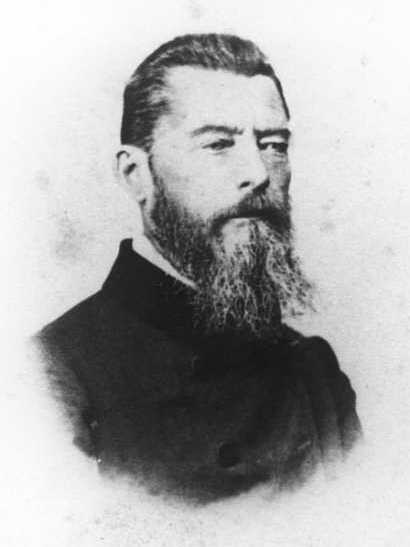
Ludwig Feuerbach

En canvi, Feuerbach conclou: «Si l'home ha de trobar la satisfacció en Déu, ha de trobar-se a si mateix en Déu».
Així Déu no és res més que humà: és, per dir-ho així, la projecció exterior de la naturalesa interior de l'home. Aquesta projecció és batejada com una quimera per Feuerbach, que Déu i la idea d'un ésser superior depenen de l'aspecte de la benevolència. Feuerbach afirma que «un Déu que no és benèvol, ni just, ni savi, no és Déu», i continua dient que les qualitats no es denoten de sobte com a divines a causa de la seva associació divina. Les qualitats en si són divines, per tant, fan que Déu sigui diví, la qual cosa indica que els humans són capaços d'entendre i aplicar els significats de la divinitat a la religió i no que la religió fa un humà diví.
La força d'aquesta atracció per la religió, però, donant divinitat a una figura com Déu, s'explica per Feuerbach com Déu és un ésser que actua a través dels humans en totes les formes. Déu «és el principi de la salvació [de l'home], de les bones disposicions i accions [de l'home] i, en conseqüència, del propi principi i de la bona naturalesa [de l'home]». Apel·la a la humanitat a donar qualitats a l'ídol de la seva religió perquè sense aquestes qualitats una figura com Déu esdevindria només un objecte, la seva importància quedaria obsoleta, ja no hi hauria el sentiment d'existència per a Déu. Per tant, diu Feuerbach, quan els humans eliminen totes les qualitats de Déu, «Déu ja no és res més per a ell que un ésser negatiu». A més, com que els humans són imaginatius, a Déu se li donen trets i hi té l'atractiu. Déu és part d'un humà a través de la invenció d'un Déu. Igualment, però, els humans són rebutjats per Déu perquè «només Déu és l'ésser que actua per si mateix».
A la part II, discuteix l'essència falsa o teològica de la religió, és a dir, la visió que considera que Déu té una existència separada enfront de la humanitat. D'aquí sorgeixen diverses creences errònies, com la creença en la revelació, que considera que no només lesiona el sentit moral sinó que també «enverina, és a dir, destrueix, el sentiment més divin de l'home, el sentit de la veritat», i la creença en sagraments com l'Eucaristia, que és per a ell una peça de materialisme religiós del qual «les conseqüències necessàries són la superstició i la immoralitat».
Max Stirner va fer una crítica càustica a Feuerbach el 1844 al seu llibre Der Einzige und sein Eigentum ('L'Únic i la seva Propietat'). Les parts pertinents dels dos llibres, la resposta de Feuerbach i la contrarèplica de Stirner formen una polèmica instructiva. Stirner argumenta que, en posar l'essència de l'home en el lloc de Déu, Feuerbach només crea un nou ídol extern, en lloc de mostrar, com fa Stirner, la primacia de l'ego singular.
Feuerbach es va presentar públicament com a oponent de Hegel el 1839, amb el seu article «Per a una crítica de la filosofia hegeliana» publicat en els anuaris francoalemanys.

### Després de 1848
El seu caràcter crític sobre la religió no li va permetre exercir la docència fins a la revolució de 1848, quan, reclamat pels seus alumnes de Heidelberg, va ensenyar durant un semestre la seva teoria de la religió. Feuerbach es va convertir en el mestre del pensament dels joves hegelians. Sobretot va tenir influència en Marx i Engels, encara que aquests, posteriorment, se separarien del seu materialisme en obres com les Tesis sobre Feuerbach (1845) i La ideologia alemanya (1846).
Durant la Revolució alemanya de març, l'atac de Feuerbach a l'ortodòxia el va convertir en un heroi del partit revolucionari; però mai es va llançar al moviment polític i, de fet, li mancaven les qualitats de líder popular. Durant el període del Parlament de Frankfurt havia donat conferències públiques sobre religió a Heidelberg. Quan es va tancar la Dieta es va retirar a Bruckberg i es va ocupar en part amb l'estudi científic, en part amb la composició de la seva Theogonie (1857).

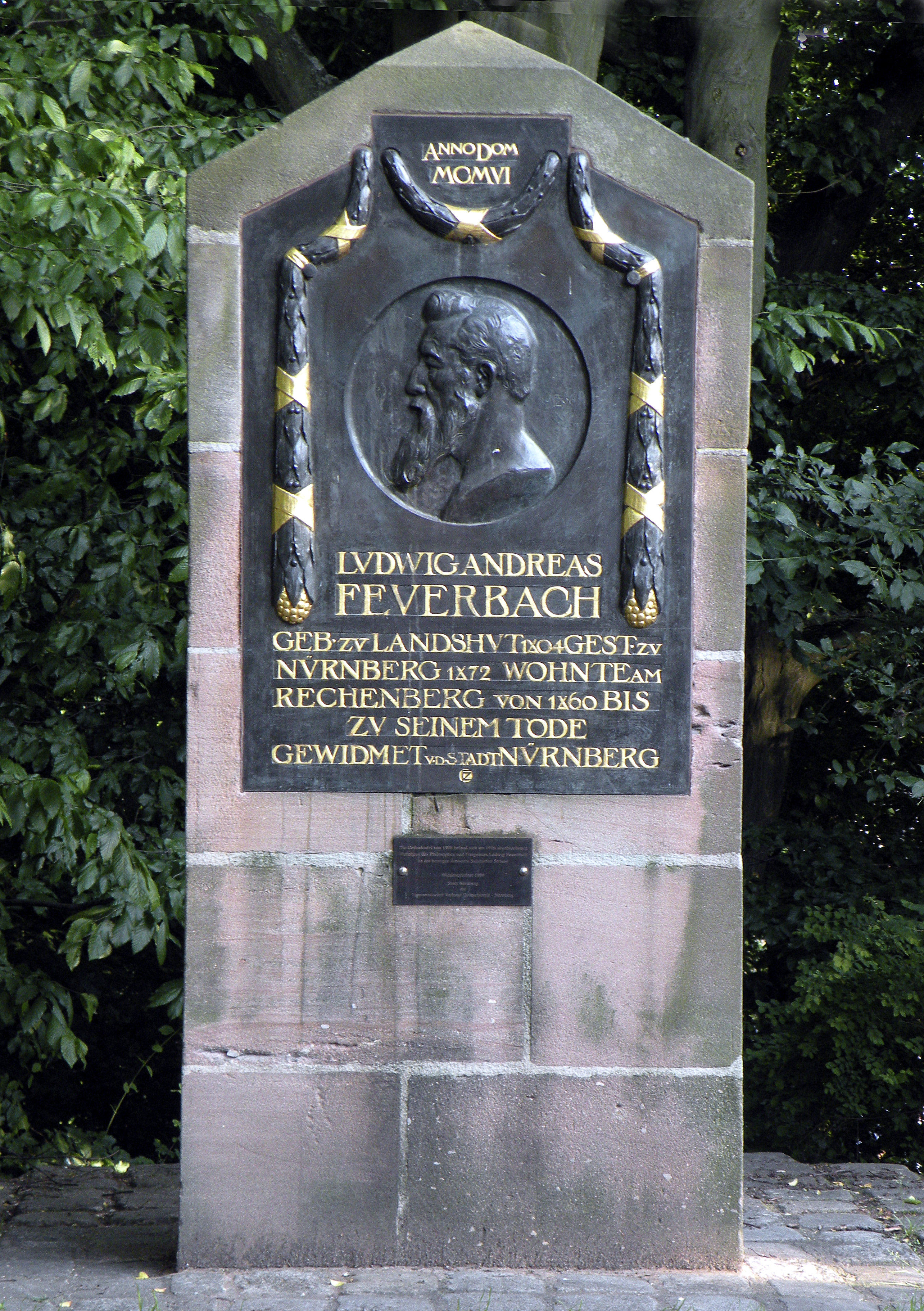
Monument a Ludwig Feuerbach a Nuremberg

El 1860 es va veure obligat pel fracàs de la fàbrica de porcellana a abandonar Bruckberg, i hauria patit l'extrem de la necessitat sense l'assistència d'amics complementada amb una subscripció pública. El seu darrer llibre, Gottheit, Freiheit und Unsterblichkeit, va aparèixer el 1866 (2a ed., 1890). Després que el seu segon ictus l'incapacités el 1870, es van recollir diners per ajudar el seu estat financer, principalment a través del Partit Socialdemòcrata d'Alemanya, al qual es va unir el mateix any. Va morir el 13 de setembre de 1872. Està enterrat al cementiri Johannis-Friedhof de Nuremberg, on també està enterrat l'artista Albrecht Dürer.

### Treball filosòfic
Essencialment el pensament de Feuerbach consistia en una nova interpretació dels fenòmens de la religió, donant una explicació antropològica. Seguint les tesis de Schleiermacher, Feuerbach pensava que la religió era principalment una qüestió de sentiment en la seva subjectivitat sense restriccions. Així doncs, el sentiment trenca tots els límits de la comprensió i es manifesta en diverses creences religioses. Però, més enllà del sentiment, hi ha la fantasia, l'autèntic fabricant de projeccions dels déus i del sagrat en general.Entre les obres de Feuerbach destaquen: Pensaments sobre la mort i la immortalitat (1830), on nega l'existència de Déu i d'una altra vida, Crítica de la filosofia de Hegel (1839), L'essència del cristianisme (1841) i Principis fonamentals de la filosofia del futur (1843).
El 1870 es va afiliar al Partit Socialdemòcrata d'Alemanya (SPD).
Va morir el 1872 a Rechenberg, prop de Nuremberg (Alemanya).

## Crítica a Hegel
Feuerbach veu en la filosofia de Hegel una teologia camuflada. Considera que la teoria hegeliana que la realitat és definida per la Idea, l'Esperit Absolut, etc., només constitueix una expressió de la doctrina teològica segons la qual la natura és creada per Déu. Feuerbach, en canvi, afirma que la teologia s'ha de reduir a antropologia, és a dir, Déu és un pensament de l'ésser humà. L'essència de Déu és l'essència de l'ésser humà.

## Teoria de la religió
L'any 1841, Feuerbach publica L'essència del cristianisme, obra amb la qual es convertirà en un referent per a l'esquerra hegeliana, representada, entre d'altres, pel teòleg David Friedrich Strauss, qui en la seva obra La vida de Jesús considerava que els evangelis eren relats mítics.
La seva filosofia s'inicia en discussió oberta amb la teologia. A diferència de Hegel, va entendre que la filosofia és completament independent de la religió i que la seva tasca és criticar la religió i no fonamentar-la. Instal·la l'ésser humà com a eix del seu pensament i, per tant, a l'antropologia.
És hereu de la tradició humanista. Revitalitzant i ampliant el pensament de Xenòfanes de Colofó, sosté que els anhels, les pretensions i les idees religioses són una característica específica de l'ésser humà, per la qual cosa la religió quedaria inscrita en l'antropologia, la qual ha d'explicar-la.
L'evolució del pensament de Feuerbach es posa de manifest en la frase següent: 
| « | El meu primer pensament fou Déu, el segon fou la raó i el tercer i últim, l'home. | » |

Les seves concepcions fonamentals en termes de crítica a la religió es poden reduir a aquestes fórmules: 
| « | La religió és la reflexió, el reflex de l'essència humana en si mateixa. (...) Déu és per a l'home el contingut de les seves essències i idees més sublims, és el seu llibre genèric, en el qual escriu els noms dels seus éssers més estimats. | » |

Per a Feuerbach, l'ésser humà ha realitzat el mateix camí: primer va crear Déu i més tard va entendre que el seu coneixement no era res més que un esglaó en el propi coneixement de l'ésser humà.
En considerar a Déu una creació humana, nega la seva existència de la manera en la qual ho concep la teologia cristiana. També nega l'idealisme, que pretén reemplaçar l'home real -corporal i sensible- per l'esperit i la raó.
Per a Feuerbach, per tant, no és Déu qui ha creat als éssers humans a la seva imatge sinó, al revés, els éssers humans qui han creat a Déu, projectant en ell la seva imatge idealitzada. Els éssers humans atribueixen a Déu les seves qualitats i reflecteixen en ell els seus desitjos no realitzats. Així, alienant-se, donen origen a la seva divinitat. Però, per què ho fan? L'origen d'aquesta alienació es troba en l'ésser humà mateix. Allò que l'ésser humà necessita i desitja, però que no pot aconseguir immediatament, ho projecta en Déu. La paraula Déu té pes, serietat i sentit immanent en boca de la necessitat, la misèria i la privació.
També diu que contra el que pogués creure's, els déus no han estat inventats pels governants o els sacerdots, que es valen d'ells, sinó pels éssers humans que pateixen. Déu és el ressò del nostre crit de dolor.
Feuerbach qualifica de gir decisiu de la història al fet que l'home reconegui obertament que la consciència de Déu no és més que la consciència de l'espècie. Homo homini deus est (l'home és déu per a l'home).
Creu que com més engrandeix l'ésser humà a Déu, més s'empobreix a si mateix. L'ésser humà projecta en un ésser ideal (irreal) les seves qualitats, negant-les-hi a si mateix. D'aquesta manera, reserva per a si el que en ell hi ha de més baix i no es considera res enfront del Déu que ha creat.

## Concepte d'alienació
De la seva crítica a la religió es desprèn el concepte d'alienació, potser el més influent de la seva obra. Parteix d'una inversió dels termes: el subjecte pel predicat. Déu no crea a l'ésser humà. És l'ésser humà qui crea a Déu projectant-se i projectant en ell els seus millors atributs. És, llavors, simplement un producte de l'ésser humà. Però aquest producte es torna aliè al seu productor i el domina. Les propietats de l'ésser humà s'alienen en Déu. L'objecte apareix amb vida pròpia i domina al subjecte. Per a Feuerbach, aquesta alienació estava en la consciència humana, i un simple acte de la mateixa podia resoldre-la.

## Influència del seu pensament en altres autors
El materialisme crític de Feuerbach tindria un efecte profund tant en el pensament de Richard Wagner, Max Stirner i Bakunin com en les teories de Karl Marx i Friedrich Engels i, en general, en tot el denominat materialisme històric. No obstant això, en les Tesis sobre Feuerbach, Marx critica la visió exclusivament teòrica de Feuerbach que fa recaure en l'individu la consciència humana quan aquesta té un component social que inevitablement porta a plantejar-se a què respon i com funciona. Sobre el concepte d'alienació de Feuerbach, Marx el reprèn i l'amplia en els seus Manuscrits econòmics i filosòfics de 1844. Per a Marx, l'alienació humana no es troba solament en el pla de la consciència, sinó en el pla real. Diu que l'ésser humà s'aliena en el treball, i per resoldre aquesta alienació es necessiten accions pràctiques, és a dir, una filosofia de la praxi.